# Markleeville
Markleeville ist ein census-designated place (CDP) und zudem der County Seat des Alpine County im US-Bundesstaat Kalifornien mit 191 Einwohnern (Stand: 2020). Die geographischen Koordinaten sind: 38,41° Nord, 119,47° West. Das Stadtgebiet hat eine Größe von 49,5 km².